# Cambrai-Fritsch-Kaserne

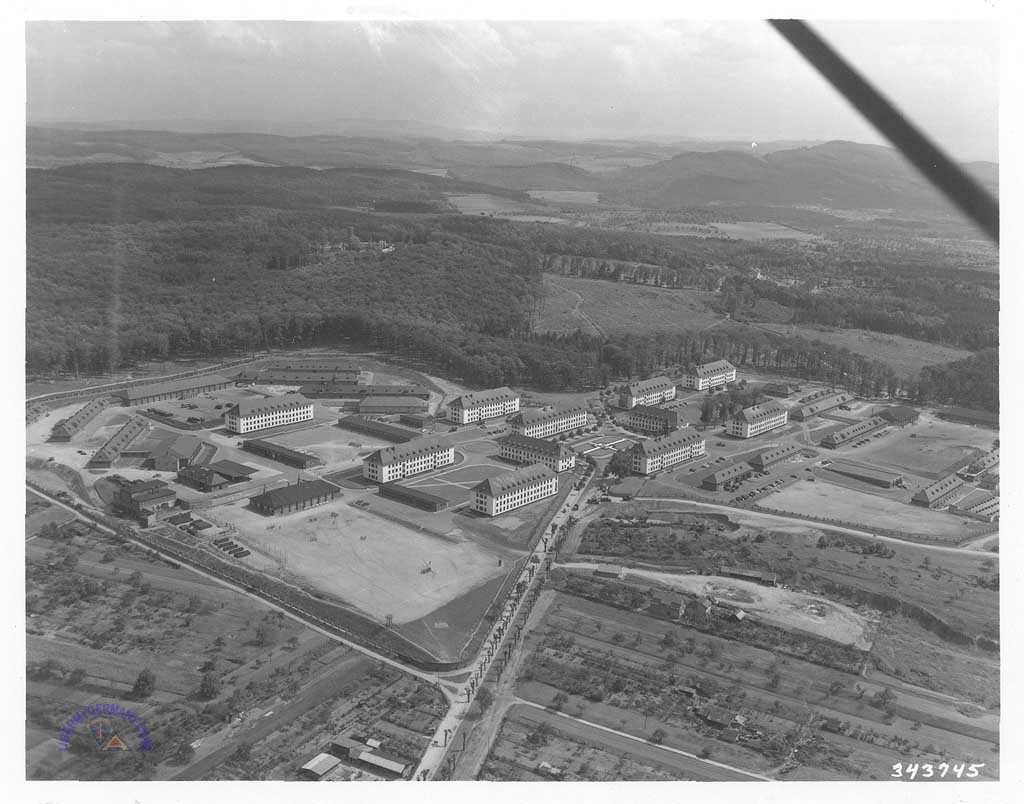
Luftansicht der Kaserne um 1950

Die Cambrai-Fritsch-Kaserne war ein Standort der US Army in Darmstadt.

## Geschichte
1937/38 errichtete die Wehrmacht zwei Kasernen für das in Darmstadt stationierte Artillerieregiment 33 der 33. Infanterie-Division. Benannt wurden diese nach der Schlacht von Cambrai und dem ehemaligen Oberbefehlshaber des Heeres Werner von Fritsch.
Nach Ende des Zweiten Weltkriegs wurde auf dem Gelände der ehemaligen Cambrai-Fritsch-Kaserne ein Lager für Displaced Persons eingerichtet, das von Oktober 1945 bis 18. Oktober 1948 existierte. „Hier waren anfangs nach Angaben der US-Armee rund 11.000 Menschen, vorrangig Litauer, Letten, Esten, aber auch Polen und Russen untergebracht.“ Kurz vor Schließung des Lagers sollen  dort „noch immer ca. 1.200 DPs zumeist lettischer Nationalität“ gelebt haben, doch waren diese zu diesem Zeitpunkt sehr wahrscheinlich nicht mehr auf dem Kasernengelände, sondern im benachbarten Schulzentrum Marienhöhe untergebracht.
1950 wurden die Kasernen vom amerikanischen Militär übernommen und zusammengelegt. Insbesondere stationierte die US-Army im Kalten Krieg Unterstützungseinheiten und Einheiten, die sich mit dem Betrieb von Kurz- und Mittelstreckenraketen befassten wie den auf dem August-Euler-Flugplatz stationierten Nike Ajax. Auch eine Einheit der US Air Force nutzte einige Jahre einen Teil der Kasernenanlage.
Nach Ende des Kalten Kriegs fanden neben den Unterstützungseinheiten insbesondere militärische Nachrichtendienste dort Quartier. In den frühen 2000er Jahren geriet Darmstadt wegen der Stationierung des Echelon-Systems in die Schlagzeilen.
2006 wurde die Schließung aller militärischen Einrichtungen der US-Army in Darmstadt aus Kostengründen bekannt gegeben. Im September 2008 galt die US-Army-Garnison Darmstadt offiziell als aufgelöst und deaktiviert. Bis 2020 lag das Gelände brach und gehörte der Bundesanstalt für Immobilienaufgaben. Geplant war, die Anlage in den folgenden Jahren mit Wohnbebauung aufzuwerten.
Ab 2020 wurde das Gelände von der BVD New Living, einer Tochtergesellschaft der bauverein AG, in das Darmstädter Ludwigshöhviertel zur zivilen Nutzung mit Wohnbebauung konvertiert.

## Einrichtungen
Zur Cambrai-Fritsch-Kaserne bzw. zur US Garnison Darmstadt gehörten außerdem:
- Kelley Barracks
- Nathan Hale Depot
- Ernst-Ludwig-Kaserne
- Lincoln Village
- Jefferson Village (schloss sich direkt an die Cambrai-Fritsch-Kaserne an)
- St. Barbara village
- Darmstadt Army Airfield – Areal des August-Euler-Flugplatzes
- Stars-and-Stripes-Kaserne Darmstadt-Griesheim
- Echelon Facility Darmstadt-Griesheim
- Army housing area Darmstadt-Griesheim in der Nehringstraße

Bis Ende der 1980er Jahre Camp Arrowhead Darmstadt Eschollbrücker Straße.